# Пламен Николов (политик)
Вижте пояснителната страница за други личности с името Пламен Николов.
Пламен Николов е български философ, политик и бизнесмен.

## Биография
Роден е на 28 август 1958 г. Завършил е семестриално информатика във Варшавската политехника и се дипломира в специалност философия в Софийския университет „Св. Климент Охридски“. През 1990 г. защитава докторат в областта на философията на външнополитическите теории на САЩ.
След дипломирането си Николов работи повече от десет години като преводач. От 1982 до 1992 г. работи в Института за съвременни социални теории при Президиума на БАН. Работил е в Мултигруп, където ръководи „Стратегическо и корпоративно планиране“ и стопански звена на компанията. По-късно става собственик на фабрика за стъклопласти в Кнежа.
От 1995 до 1996 г. е парламентарен секретар на правителството на Жан Виденов. Активен участник във всички антиглобалистки и антинатовски протести. На парламентарните избори през 2014 г. Николов води листата на Алекс Алексиев в Перник, но не успява да влезе в парламента.